# Кончин, Евграф Васильевич
Евграф Васильевич Кончин (22 июля 1930, Николаевск-на-Амуре — 5 января 2011, Москва) — советский и российский журналист, искусствовед, писатель, заслуженный работник культуры РСФСР.

## Биография
Из старинного рода амурских казаков, родился в семье служащих.
В годы войны работал электромонтажником в Хабаровске. В 1945—1947 гг. учился в Хабаровской школе юнг, в 1947—1951 гг. в Благовещенском речном училище.
В 1952 году поступил в Московский государственный университет им. М. В. Ломоносова на факультет журналистики. По окончании учёбы распределён в Совинформбюро.
С 1961 по 2010 год работал в газете «Советская культура» («Культура»). Член Союза журналистов СССР (1961), Союза художников СССР (1981, лауреат нескольких его премий) и Союза писателей СССР (1986).
Член Московского союза художников, лауреат премии Союза художников СССР за серию статей о сохранении и реставрации памятников истории и культуры. Лауреат премии Московского Союза журналистов и других литературных премий. Награждён золотой Пушкинской медалью, Большой золотой медалью, медалью «Достойный» Российской академии художеств, медалью Московского Союза художников «За заслуги в развитии изобразительного искусства».
Похоронен в Москве на Введенском кладбище (23 уч.).

## Основные работы
- Московский поиск: Судьбы. Открытия. Гипотезы. Загадки: Очерки. — М.: Московский рабочий, 1978. — 175 с.: ил. 50 000 экз.
- Загадки старых картин. — М.: Знание, 1979. — 78, [2] с., [2] л. ил. — (Серия «Прочти, товарищ!»). 100 000 экз.
- Эмиссары восемнадцатого года. — М.: Московский рабочий, 1981. — 160 с.: ил. 60 000 экз.
- Хранить постоянно: Очерки. — Тула: Приокское кн. изд-во, 1982. — 120, [16] с.
- Куранты: Историко-краеведческий альманах / Сост. Е. В. Кончин. — М.: Московский рабочий, 1983. — 367 с.: ил.
- Былого ищу следы…: Поиски, находки, загадки, гипотезы, размышления…. — М.: Московский рабочий, 1984. — 160, [32] с. — 75 000 экз.
- Сохранённые сокровища: О спасении художественных ценностей в годы Великой Отечественной войны: Книга для учащихся старших классов. — М.: Просвещение, 1985. — 142, [2] с.: ил. 150 000 экз.
- Куранты: Историко-краеведческий альманах: Вып. 2 / Сост. Е. В. Кончин. — М.: Московский рабочий, 1987. — 382 с.: ил. 6000 экз.
- Как рождается музей: Рассказы: Для среднего школьного возраста. — М.: Детская литература, 1988. — 52, [4] с.: ил. 100 000 экз. ISBN 5-08-001267-6
- Революцией призванные: Рассказы о московских эмиссарах, [принимавших участие в спасении национальных культурных ценностей в первые годы Советской власти]. — М.: Московский рабочий, 1988. — 252 с.: ил. ISBN 5-239-00059-X
- Куранты: Историко-краеведческий альманах: Вып. 3 / Сост. Е. В. Кончин. — М.: Московский рабочий, 1989. — 398 с.: ил. 5000 экз. ISBN 5-239-00186-3
- Найдена картина. — М.: Знание, 1989. — 56 с.: ил. — (Серия «Новое в жизни, науке, технике. Искусство. 1/89»). 43 000 экз.
- Тайна «золотого чемодана»: Документальные очерки о том, как были спасены в годы Великой Отечественной войны сокровища крымских музеев. — Симферополь: Таврия, 1989. — 77 с.: ил. 14 500 экз. ISBN 5-7780-0211-4
- Эти неисповедимые судьбы: [Документальные очерки о произведениях искусства и их создателях]. — М.: Молодая гвардия, 1990. — 285 с.: ил. 50 000 экз. ISBN 5-235-00748-4
- Рерих Н. К. О Великой Отечественной войне / Сост. Е. В. Кончин. — М.: Международный центр Рерихов, 1994. — 47 с. — (Малая рериховская библиотека). ISBN 5-86988-042-4
- Зачем твой дивный карандаш… / Предисл. Н. Я. Эйдельмана. — М.: Мусагет, 1998. — 356 с.: ил. ISBN 5-900711-23-4
- За стальной дверью секретных архивов. — Борисоглебск, 2000. — 102 с.
- Картины, опалённые войной: Рассказы о том, как были спасены и сохранены во время Великой Отечественной войны музейные историко-художественные ценности. — М.: Лира, 2000. — 351 с., [32] л. ил., портр. ISBN 5-85164 (ошибоч.)
- Время собирать камни. — Орёл: Орловский областной краеведческий музей, 2001. — 88 с. 300 экз.
- «Марьино», август восемнадцатого…: Документальная повесть. — Курск: Крона, 2001. — 160 с.: ил. ISBN 5-7277-0312-3
- Осенью восемнадцатого…: Путешествие по архивным полкам: Поиски, находки, загадки, гипотезы. — Рыбинск: Рыбинский музей-заповедник, 2001. — 56 с. 200 экз.
- Загадки старых картин. — Владимир, 2002. — 119 с.
- Три дня в Марьино: Франц Рубо. — Курск, 2003. — 88 с.
- Моё поколение: Этюды о художниках. — М.: Творч. центр «Овен», 2004. — 284,[1] с.: ил. 1000 экз.
- Grandi maestri dell’arte russa del XX secolo. — Milano: Spirali, 2005. — 352 р. ISBN 978-88-7770-705-5 — На итал. яз.
- Левитан во Владимирском крае. — Ковров: Маштекс , 2005. — 32 с.: ил. ISBN 5-93787-080-8
- Собрание М. П. К.: Этюды о художниках. — М.: Лернер, 2007. — 258 с.: ил. ISBN 978-5-9901220-1-7
- Исповедь несегодняшнего человека. — М., 2007. — 250 с.: фото
- Опломбированный вагон из Тамбова: Архивные поиски и находки. — Тамбов: Тамбовполиграфиздат, 2007. — 86 с. ISBN 978-5-94539-086-3
- Этот прекрасный город Кинешма: Художники, картины, музей. — М.: Азимут, 2008. — 232 с.: ил. ISBN 978-5-98059-010-9
- Возвращение утраченного. — М.: Арион, 2009. — 320 с.: ил. 3000 экз. ISBN 978-5-91483-001-1
- Всюду жизнь: Этюды о художниках круга и времени Н. А. Ярошенко. — М.; Кисловодск: Изд-во Кисловодского гуманитарно-технического института, 2009. — 198 с.: ил. 500 экз.
- Холст как мера вечности: Статьи, интервью, рецензии. — М.: Живопись-Инфо, 2009. — 341, [2] с.: цв. ил.
- Загадочный Левитан: Избранные статьи, поиски, находки, гипотезы, проблемы. — М.: Медиастудия «Респект», 2010. — 367 с.: ил. 3000 экз. ISBN 978-5-904645-08-3
- Музей-азбука прекрасного: Короткие рассказы из истории музеев Москвы: Для детей / Предисл. мэра г. Москвы С. С. Собянина.. — М.: АртКом, 2011. — 125, [2] с.: ил. 90 000 экз. ISBN 978-5-905703-01-0
- Иван Сорокин. Живопись: Альбом / Сост. Н. Цветкова, Б. Трофимов; Текст ст. Е. В. Кончина, В. Цельтнера. — М., 2012. — 296, [4] с.: ил. ISBN 978-5-98525-053-4
- Избранное: В 4 т. / Составитель Н. А. Караваева. — М.: Москва наций, 2013. — 3000 экз. ISBN 978-5-906622-03-7 — Т. 1. 319 с.: ил. ISBN 978-5-906622-05-1; Т. 2. 319 с.: ил. ISBN 978-5-906622-07-5; Т. 3. 318 с.: ил. ISBN 978-5-906622-09-9; Т. 4. 319 с.: ил. ISBN 978-5-906622-02-0 — С. 140. Книги Е. Кончина: Библиография